# Освалдс Зебрис
Освалдс Зебрис (на латвийски: Osvalds Zebris) е латвийски журналист, сценарист и писател на произведения в жанра исторически роман, фентъзи и социална драма.

## Биография и творчество
Освалдс Зебрис е роден на 21 февруари 1975 г. в Рига, Латвия. Получава магистърска степен по бизнес мениджмънт от Факултета по икономика и управление на Латвийския университет. След дипломирането си работи като експерт в областта на връзките с обществеността и комуникациите в международните компании „Хил и Ноултън Латвия“ и „Маккан“.
После променя посоката на професионалното си развитие и започва да се занимава с журналистика. Работи като журналист и редактор на вестниците „Ден“ (Diena) и „Независим сутрешен вестник“ (Neatkarīgā Rīta Avīze), като главен редактор на списание „Капитал“ (Kapitāls), управлява портала kulturasdienas.lv, и като редактор на литературното списание Domuzīme. За работата си като журналист получава наградата за отлични постижения на Асоциацията на латвийските журналисти за поредицата от културно-исторически лекции Vaidelote на портала Delfi.
Започва да пише художествена литература през 2007 г. През 2008/2009 г. посещава Литературната академия, организирана от Съюза на латвийските писатели. Първата му книга, сборникът с кратки разкази „Свобода в мрежите“ (Brīvība tīklos), е издадена през 2010 г. Той му носи популярност и получава за него годишната литературна награда на Латвия за дебют от Съюза на латвийските писатели.
През 2013 г. е издаден романът му „Хората от дървената къща“ (Koka nama ļaudis), който е номиниран за наградата „Литература на годината“. Романът представя историята на странна дървена къща в един от най-старите квартали на Рига, която е действен персонаж влияещ на хората, живеещи в нея инициирайки различни мистерии.
Историческият му роман „В сянката на Петльов връх“ е издаден през 2014 г. През революционната 1905 г. латвийците в Рига, Лиепая, Валмиера и други градове в прибалтийските губернии на Руската империя искат да създадат обединена нация в собствената си страна, но империята отговаря с наказателни репресии. Сред тези катаклизми един бивш учител се замесва в бунтовете, но скоро осъзнава, че войната ще му отнеме много повече, от него и от семейството му. Романът е номиниран за книга на годината, а през 2017 г. получава наградата за литература на Европейския съюз.
Член е на Съюза на латвийските писатели. През 2016 и 2018 г. води ателиета за проза в Литературната академия на Съюза на писателите. 2018/2019 г работи като експерт по литература на Държавния фонд за културен капитал – VKKF. През 2013 г. основава компанията „Работилница за текст“ (Tekstu Cehs).
Освалдс Зебрис живее в Рига.

## Произведения

### Самостоятелни романи
- Koka nama ļaudis (2013)[1]
- Gaiļu kalna ēnā (2014) – награда за литература на ЕС
В сянката на Петльов връх, изд.: ИК „Парадокс“, София (2019), прев. Милен Митев
- Māra (2019)
- Mežakaija (2022)

### Сборници
- Brīvība tīklos (2010) – награда за дебют от Съюза на латвийските писатели
- Šaubas (2021)[1]